# Pseuderesia rougeoti
Pseuderesia rougeoti är en fjärilsart som beskrevs av Henry Stempffer 1961. Pseuderesia rougeoti ingår i släktet Pseuderesia och familjen juvelvingar. Inga underarter finns listade i Catalogue of Life.